# ریکی ویتل
ریکی ویتل (انگلیسی: Ricky Whittle؛ زادهٔ ۲۳ نوامبر ۱۹۸۱) یک هنرپیشه، مدل (شخص)، و بازیگر سینما اهل بریتانیا است. وی از سال ۲۰۰۲ میلادی تاکنون مشغول فعالیت بوده‌است.
از فیلم‌ها یا برنامه‌های تلویزیونی که وی در آن نقش داشته است می‌توان به ۱۰۰ نفر، آستنلند و خدایان آمریکایی اشاره کرد.